# تقسیمات کشوری در امپراتوری عثمانی

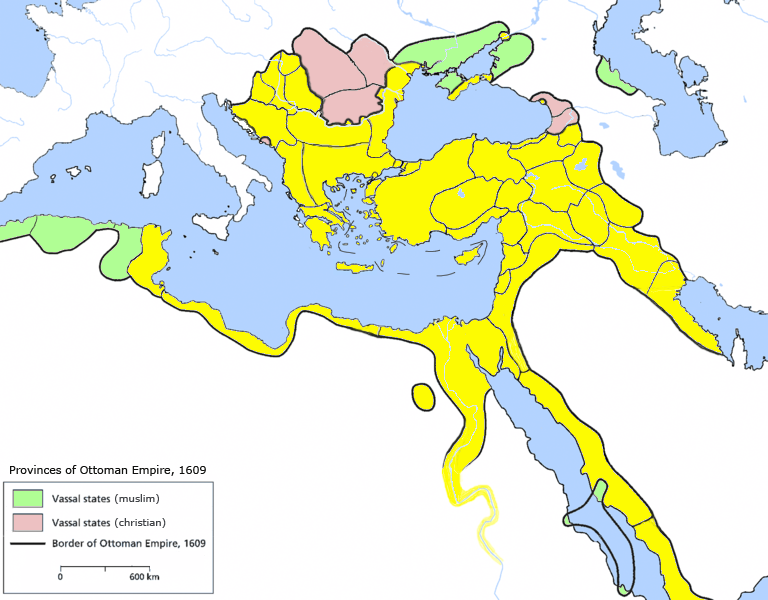
نقشه ایالتهای عثمانی در ۱۶۰۹ میلادی (۹۸۸ خورشیدی). قلمرو امپراتوری (زرد) دولتهای دستنشانده مسلمان (سبز) دولتهای دست‌نشانده مسیحی (صورتی)

تقسیمات کشوری امپراتوری عثمانی به شیوهٔ تقسیم‌بندی استانهای امپراتوری عثمانی گفته می‌شد. بیرون از این تقسیمات، کشورهای دیگری وجود داشتند که عثمانی توان درگیری و تصاحب آنها را نداشته‌است. امپراتوری عثمانی به زیرگروه‌هایی استانی تقسیم شده‌است که هر بخش توسط یک فرماندار اداره می‌شد که خود به دست سلطان گماشته می‌شده‌است. در طول تاریخ عثمانی دارای ۴ پایتخت بوده که قسطنطنیه برای مدت بیشتری از دیگر شهرها پایتخت محسوب می‌شد. این تقسیم‌بندی‌ها در دو دورهٔ طولانی با نام «ولایِت» و «ایالِت» شناخته می‌شدند.

در دوره‌های کوتاهی نیز هر استان را بیلربیلیک می‌نامیدند که فرماندار آن با نام «بیگلربی» در هریک از استان‌ها گماشته می‌شد و زیر نظر دولت مرکزی به فعالیت می‌پرداخت. در دوره‌ای نیز به هر استان، سنجاق گفته می‌شد که به معنی پرچم است. در این دوره، هر استان توسط شخصی به نام «سنجاق‌بیگ» به معنی «ارباب پرچم» اداره می‌شد. در دوره‌هایی به هر استان امپراتوری عثمانی، «کازا» یا «کادی» هم می‌گفتند که فرقی در مرزهای استانی ایالت و ولایت نداشته و تنها عنوان آنها متفاوت بود.

## ایالت (۱۳۶۲–۱۸۶۴)
در مجموع دو دوره طولانی و قابل استناد از تقسیم‌بندی کشوری در دورهٔ امپراتوری عثمانی وجود دارد. در یکی از آن دوره‌ها، استانها را با نام ایالِت (به انگلیسی: Eyalet) می‌شناختند که از سال ۱۳۶۲ میلادی تا ۱۸۶۴ میلادی این شیوهٔ نامگذاری پابرجا ماند. در این دوران به فرماندارها «میرا لیره» یا «سنجق‌بِی» می‌گفتند. پاشا تعیین می‌کرد که چه کسی فرماندار باشد.

## ولایت (۱۸۶۴–۱۹۲۲)
از سال ۱۸۶۴ میلادی تا آخرین روز موجودیت امپراتوری عثمانی در سال ۱۹۲۲ میلادی، نام ایالِت به «ویلایِت» (به انگلیسی: Vilayet) تبدیل شد. همچنین به منظور افزایش کیفیت مدیریت در هریک از ولایتها (استانها)، برخی از ولایت‌های بزرگ به بخش‌های کوچکتری تقسیم شدند. در این دوره فرماندار هر ولایت با نام والی یا ولی شناخته می‌شد.

## نگارخانه

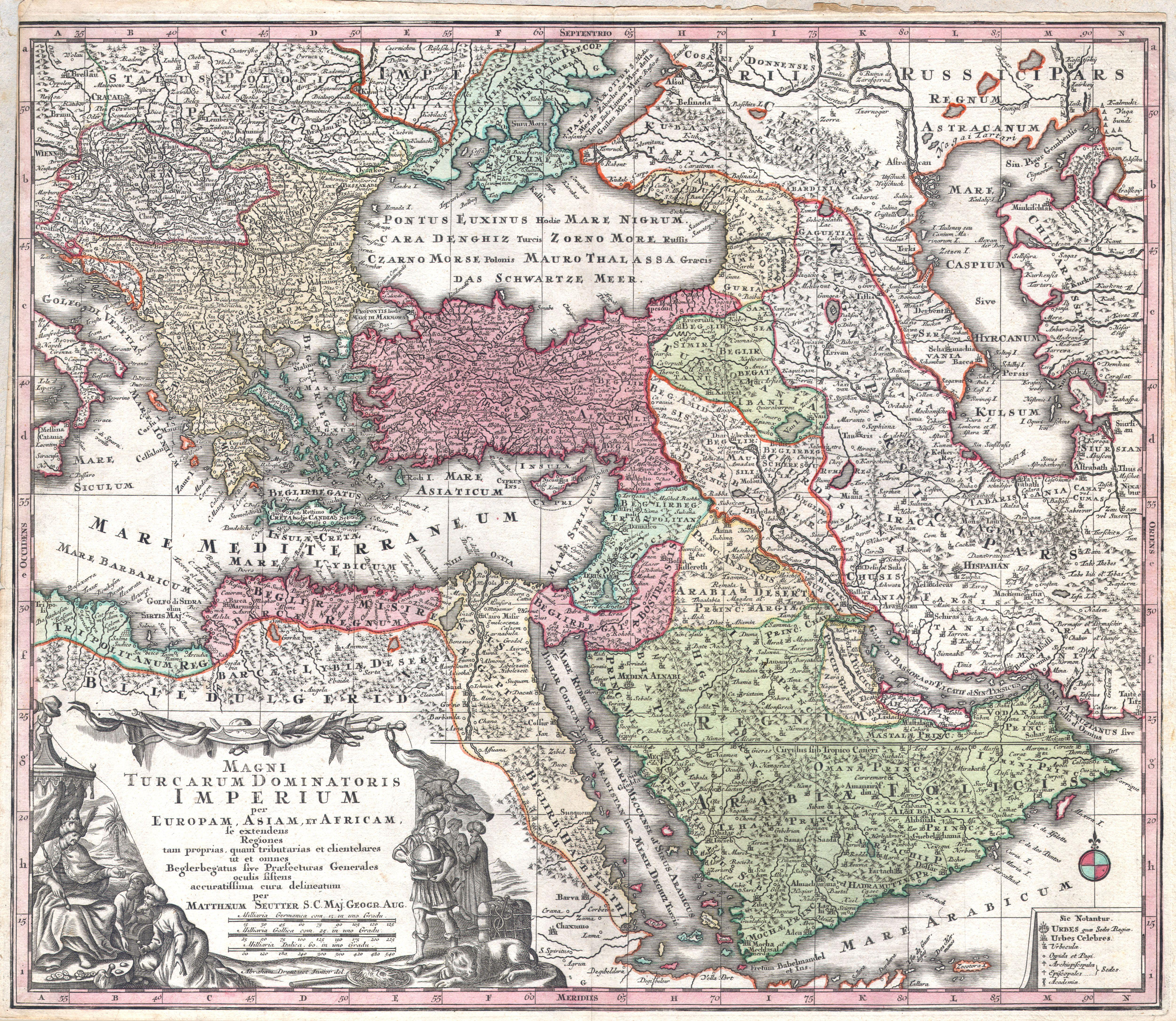
نقشه کشیده شده توسط اروپاییان در ۱۷۳۰ میلادی
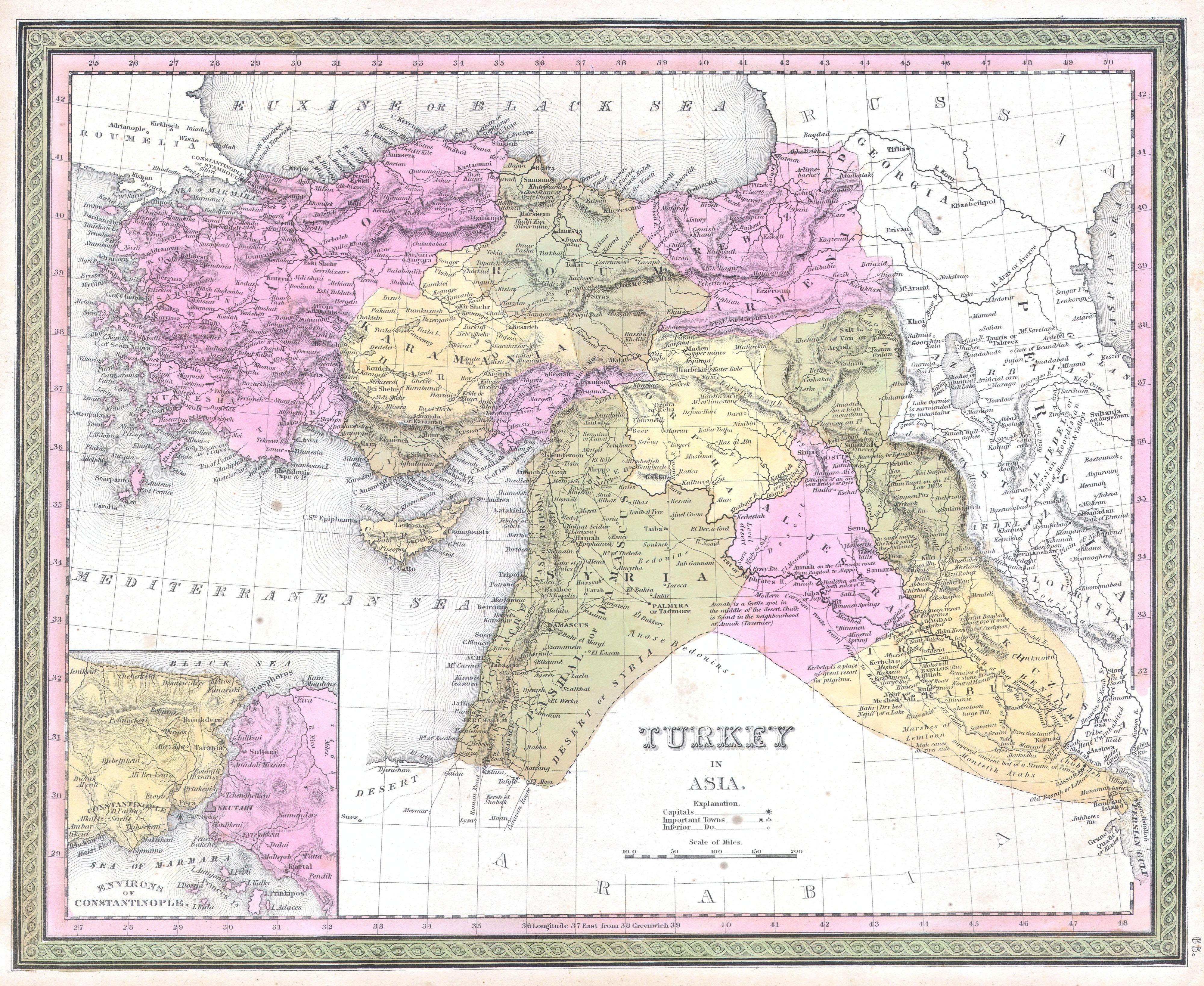
نقشه اروپایی به سال ۱۸۴۹
نقشه عثمانی در سال ۱۸۰۳ میلادی
نقشه سال ۱۸۹۹
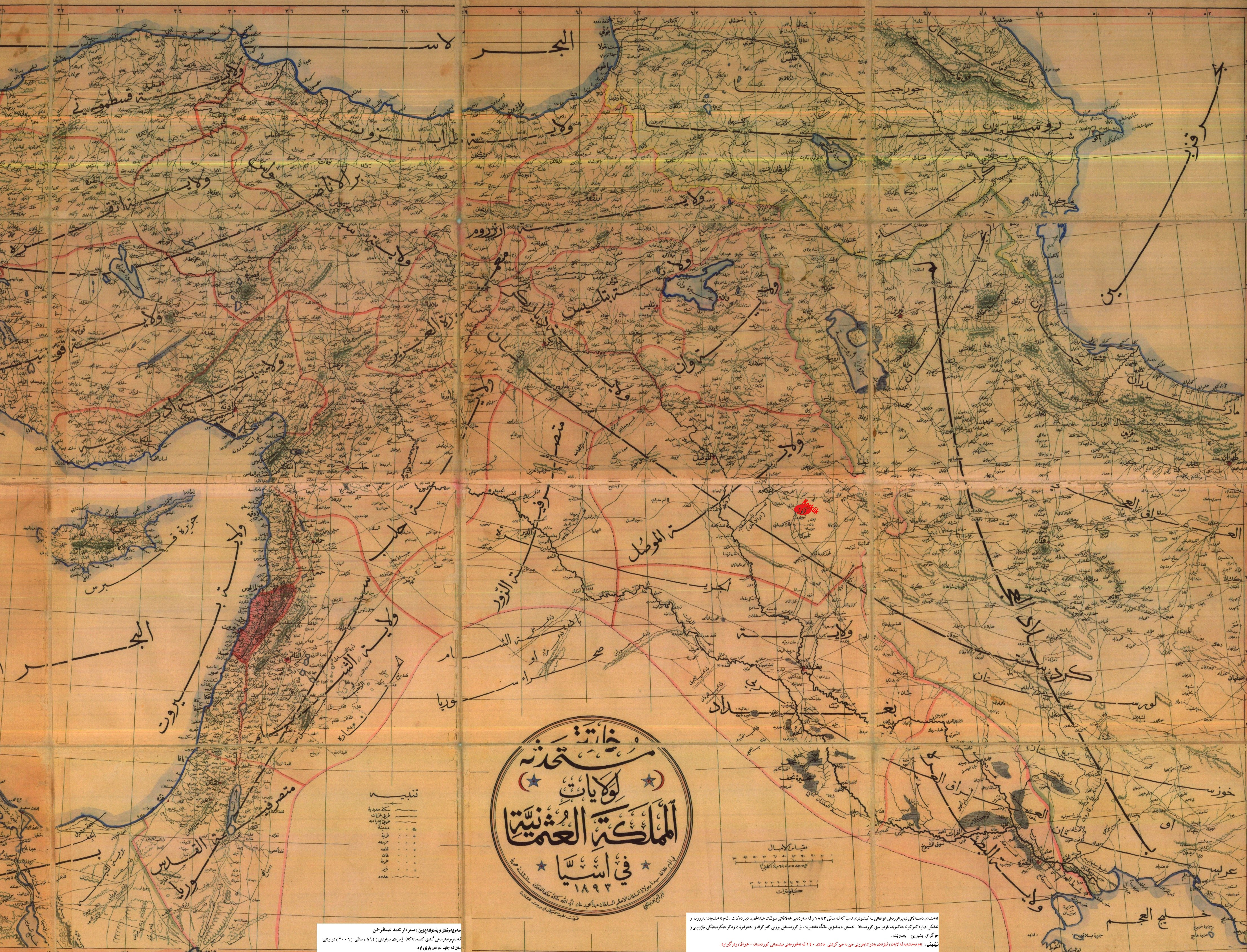
نقشهٔ ولایت‌های عثمانی در سال ۱۸۹۳ میلادی
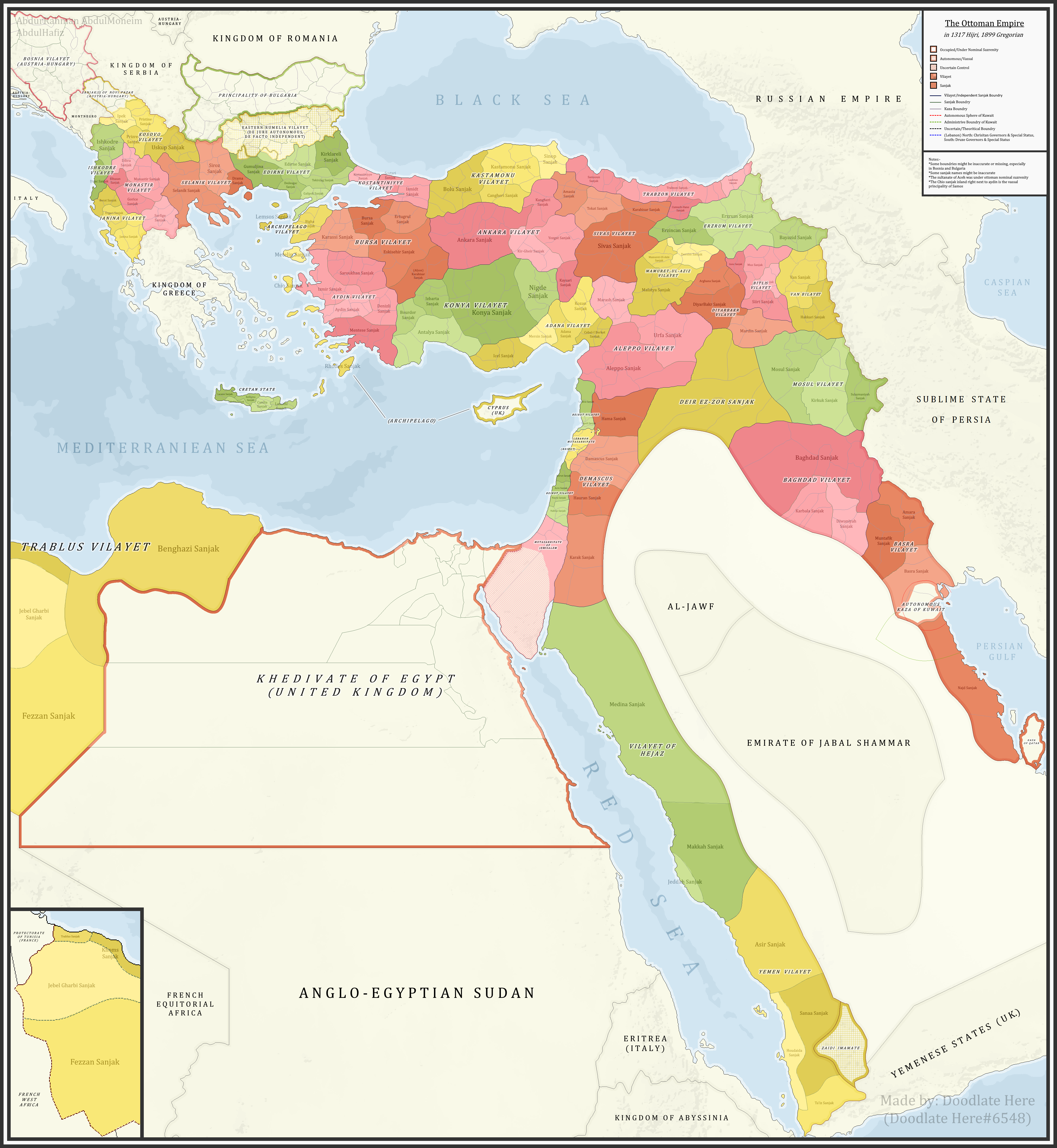
نقشه عثمانی در سال ۱۸۹۹ میلادی
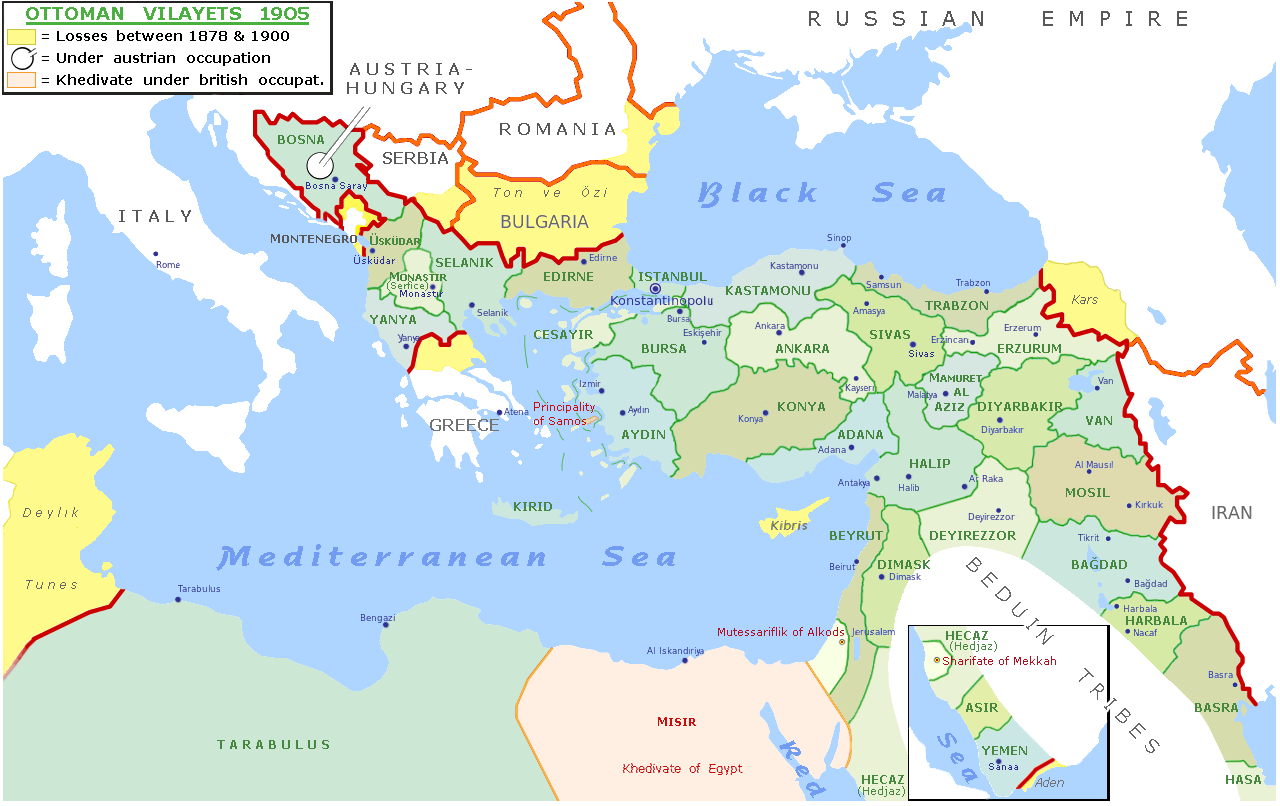
نقشه عثمانی در سال ۱۹۰۵ میلادی